# Neuratelia kunashiriensis
Neuratelia kunashiriensis är en tvåvingeart som beskrevs av Zaitzev 1994. Neuratelia kunashiriensis ingår i släktet Neuratelia och familjen svampmyggor. Inga underarter finns listade i Catalogue of Life.